# Миљко Ковачевић
Миљко Ковачевић (1905−1982) из Виче један је од последњих мајстора драгачевског каменореза.

## Живот и дело
Ученик Љуба Ђекића из Ртију.
Споменике и крајпуташе израђивао је од живичког пешчара у које је мајсторски урезивао правилна слова, крстове, Христова распећа, голубове који зобљу грожђе и разне предмете који ближе одређују покојникову личност: војницима оружје и медаље и друга ратничка обележја; домаћинима - кључеве; ђацима - књиге и мастионице; момцима - двојнице; девојкама - котарице са плетивом.
За разлику од већине драгачевских каменорезаца, своје рукораде бојио је смиреним бојама.
Писао је епитафе за каменоресце Михајловиће из Криваче.

## Епитафи
У камен је уписивао опширне животописе покојника:
Крајпуташ Ђорђу Костићу (†1915) (крај пута Вича−Гуча)
За вечну успомену
нашем оцу и брату
који пропаде
ЂОРЂЕ КОСТИЋ
из Гуче
који као честит
и поштен грађанин
поживи 48 година
а као војни обвезник ступијо је
у овај европски рат
при штабу са својим коњом
као коморџија
X комбиноватог пука III позива
а приликом евакуације Србије
при оступању војске на Крф
и путовању преко Албаније 1915. г.
негде је умро, извештаја нема где.
Бог да му душу прости
Билег овај подигоше
синови Милисав и Радован.
Писа Миљко Ковачевић из Виче.

Споменик Јовану Ковачевићу (†1938) (Вичa – Мирковац)
Овде је сарањен
ЈОВАН А. КОВАЧЕВИЋ
Уважени грађанин
и економ села Виче
кои часно поживи
међу људима 59 год.
и участвовое у европском рату
од 1912–1918. г. као наредник
А умро 31 марта 1938 год.
И Бог да му душу прости
Спомен му подигоше
син Бошко
жена Даринка
Писа Миљко Ковачевић
Вича у 1938 г.